# Winiary (województwo wielkopolskie)
Winiary – wieś w Polsce, w województwie wielkopolskim, w powiecie gnieźnieńskim, w gminie Gniezno. Należy do sołectwa Goślinowo. Od południa graniczy z Gnieznem. Liczy 69 mieszkańców.
Wieś duchowna, własność Klasztoru Klarysek w Gnieźnie, pod koniec XVI wieku leżała w powiecie gnieźnieńskim województwa kaliskiego. W latach 1975–1998 miejscowość administracyjnie należała do województwa poznańskiego.